# Myślenie dydaktyczne
Myślenie dydaktyczne – pojęcie z zakresu dydaktyki. Obejmuje wizję roli nauczyciela w procesie dydaktycznym, a co za tym idzie jego zadań oraz organizacji lekcji.

## Strategie myślenia dydaktycznego
U podłoża strategii myślenia dydaktycznego można wyszczególnić 3 pytania:
1. Co jest dobrym nauczaniem?
2. Na czym polega dobre nauczanie?
3. Czym powinna zajmować się dydaktyka?

Wokół tych 3 pytań wykształciło się kilka różnych strategii, z czego wyróżnić można 3 najwyraźniej ukształtowane:
- strategię wdrożeniową
- strategię interpretacyjno-konstruktywistyczną
- strategię krytyczno-wolnościową

### Dydaktyczne myślenie wdrożeniowe
Myślenie to zakłada w swoich podstawach, że dydaktyka ma za zadanie wskazać instrumentalnie rozumiane metody działania, które służą arbitralnie ustalonym celom nauczania. W myśleniu wdrożeniowym program, formuła lekcji, podręczniki itp. są ujednolicone i odgórnie zdefiniowane przez program kształcenia; zaś dydaktyka jako taka jest odpowiedzialna jedynie za ich wdrożenie.
W myśleniu dydaktycznym nacisk kładziony jest na nauczanie, a nie na podmiotowe uczenie się przez uczniów. W szczególności nauczyciel jest w nim odpowiedzialny za szczegółowe planowanie i implementowanie do praktyki działań nauczyciela – nauczyciel pełni tu rolę kierowniczą.
Zgodnie z dydaktycznym myśleniem wdrożeniowym, to nauczyciel wywołuje u ucznia czynności i aktywności poznawcze. Przebieg lekcji jest tu ściśle zaplanowany w treści scenariusza, zwanego też konspektem.
Ściśle określone są też:
- cele nauczania
- kryteria oceny realizacji celów nauczania
- czas realizacji celów nauczania
- treści nauczania służące osiąganiu celów nauczania

Niezależnie od tego, czy dydaktyk wdrożeniowy jest nauczycielem-praktykiem, czy naukowcem-teoretykiem, jego misją jest wypracowywanie zasad i metod osiągania założonych w odgórnie celów.
O jakości lekcji decyduje tu zgodność z konspektem – jakość lekcji jest tym wyższa, im lekcja jest bardziej zgodna z treścią konspektu.
Przebieg lekcji podlega ścisłej kontroli, co podyktowane jest troską o to, by podczas zajęć zdarzyło się dokładnie to, co zostało zaplanowane, i w sposób, jaki został zaplanowany.
| Pytanie stawiane przez nauczyciela | W jakim stopniu zostały osiągnięte założone efekty kształcenia w postaci wiedzy, umiejętności i postaw? |
| Zadania nauczyciela                | - transmisja i reprodukcja dominującej kultury - wsparcie różnych form zastanej władzy                  |

### Dydaktyczne myślenie interpretacyjno-konstruktywistyczne
W dydaktycznym myśleniu interpretacyjnym skoncentrujemy się bardziej na procesie uczenia się niż na jednokierunkowym procesie nauczania przez nauczyciela. Istotne jest tu obserwacja i refleksyjne badanie zdarzeń poznawczych i społecznych, które przebiegają w toku działań:
- podejmowanych przez uczniów
- organizowanych i inicjowanych przez nauczyciela lub uczniów

W wyniku obserwacji działania nauczyciela ulegają silnej modyfikacji, a wraz tymi działaniami również modyfikuje się projektowanie lekcji.
Duży wpływ na przebieg lekcji ma uczeń, od jego aktywności zależy to, jakie cele obierze nauczyciel w bliskiej przyszłości. W związku z tym cele kształcenia są traktowane elastycznie i w sposób względnie otwarty. Cele są współtworzone razem z uczniami.
Wraz z uczniami są nie tylko cele, ale również zagadnienia i projekty do opracowania. Niczym naukowiec, nauczyciel staje się badaczem sytuacji na lekcji, na którą to sytuację składają się:
- strategia myślenia i działania uruchamiane przez uczniów
- pojęcia i koncepcje tworzone przez uczniów
- własne zachowania i sposoby myślenia o nauczaniu oraz uczeniu się

Zakłada się tu, że działania nauczyciela mają wywoływać zmiany w wiedzy i zachowaniach ucznia, ale ich kształt nie jest ściśle determinowany według woli nauczyciela – uczeń ma pewną swobodę interpretacyjną i może wyrazić własną inwencję.
Według koncepcji interpretacyjno-konstruktywistycznej dobry nauczyciel to nauczyciel refleksyjny, który zastanawia się nad poszczególnymi aspektami swoich interakcji z uczniami i własnego warsztatu pracy.
Lekcja podlega kontroli nauczyciela, lecz jej celem nie jest zapewnienie realizacji ściśle określonego programu, ale chęć zrozumienia uczniów.
| Pytania stawiane przez nauczyciela | - Jak to się dzieje, że uczniowie tak to rozumieją? - Jak to się dzieje, że uczniowie tak działają? - Jak to się dzieje, że uczniowie tak czują?              |
| Zadania nauczyciela                | - obserwacja zdarzeń poznawczych i społecznych zachodzących w procesie nauczania - refleksyjne badanie zdarzeń poznawczych i społecznych w procesie nauczania |

Badacz akademicki, który pracuje w orientacji interpretacyjno-konstruktywistycznej, zadaje sobie podobne pytanie jak to zadawane przez nauczyciela. Analizuje on jednak rzeczywistość edukacyjną z perspektywy bardziej zdystansowanej i obejmuje w swojej analizie szerszy kontekst nauczania. Uwagę nauczyciela obejmuje kontekst zdarzeń na lekcji, a który składają się między innymi takie elementy jak:
- styl mówienia
- komunikacja między uczniami
- organizacja przestrzeni klasy
- istotne wydarzenia pozaszkolne

### Dydaktyczne myślenie krytyczne
Ten rodzaj myślenia skupia się na rozpoznawaniu uwikłania nauczania w interesy władzy.
Nauczyciel, działający zgodnie ze strategią dydaktycznego myślenia krytycznego, analizuje program nauczania oraz dokonuje jego przekształceń dla celów emancypacyjnych. Cele te związane są z budowaniem u uczniów:
- postawy krytycznej wobec zastanej rzeczywistości
- gotowości do obrony swojego stanowiska
- stawiania transformatywnego oporu dla obrony ważnych wartości
- wypracowywanie warunków wolności i sprawiedliwości społecznej

Nauczyciel w ten sposób ujmujący sens nauczania to nauczyciel transformatywny.
W myśleniu krytycznym zmiana, do której dąży nauczyciel, dotyczy nie tyle poszczególnych uczniów, co otaczającej uczniów i nauczyciela sytuacji społeczno-politycznej. Aby nauczyciel mógł doprowadzać do zmian na tym poziomie, musi rozumieć już nie tylko samą szkołę, ale też panujące poza nią stosunki władzy.
| Pytanie stawiane przez nauczyciela | Jak można sprzyjać rozwojowi kompetencji krytycznych i zaangażowanego autonomicznego działania? |
| Zadania nauczyciela                | - refleksja nad organizacją i formą uczenia się uczniów - refleksja nad podręcznikami - refleksja nad doborem dziedzin i zagadnień do opracowania - refleksja nad metodami zdobywania ważnej wiedzy - refleksja nad zadaniami, przed jakimi są stawiani uczniowie |

Z punktu widzenia nauczyciela krytycznego, można podejść sceptycznie i zakwestionować altruistyczny charakter szkoły, która nie koniecznie musi służyć realizacji dobra społecznego. Nauczyciel krytyczny dopuszcza ewentualność, że szkoła może też być w istocie narzędziem do osiągnięcia władzy i dominacji.
W ujęciu krytycznym rola nauczyciela, programu nauczania i projektu zajęć szkolnych skupiają się nie na wdrożeniu ściśle zaplanowanych celów, albo wpłynięciu na pojedynczego ucznia. Skupiają się one na zmianie stosunków społecznych. Cele realizowane przez nauczyciela krytycznego nie wynikają z odgórnie narzuconego wzorca, ale z norm etycznych indywidualnie przyjętych przez nauczyciela.
W związku ze świadomością powiązania nauczania i szkoły z polityką oraz interesami grup rządzących, w myśleniu krytycznym wyłania się tendencja do poszukiwania rozwiązań, które nie stanowią elementu edukacji państwowej. Rozwiązania, które są tu poszukiwane, skupiają się na potrzebach i inicjatywach oddolnych, które wyrastające z odmiennych oczekiwań różnych grup społecznych. W ten sposób pojmowane kształcenie podlega zasadom preferencji rynkowych, które są uwolnione od wpływów władzy państwowej.
Dydaktyka w ujęciu krytycznym nabiera silnie zindywidualizowanego rysu, bazującego na szkołach eksperymentalnych tworzonych według autorskich koncepcji edukacji.
Model krytyczny realizowany jest w niektórych szkołach społecznych i prywatnych.

### Porównanie strategii myślenia dydaktycznego
Elementy wspólne
W przedstawionych powyżej podejściach widoczne są pewne wspólne elementy, do których zaliczyć można m. in.:
- program kształcenia
- metody
- ocenianie

Elementy różnicujące
Z drugiej strony wyżej wymienione elementy tylko pozornie są zbieżne, gdyż założenia leżące u podstaw tych podejść oraz
cele, stawiane przez ich reprezentantów, przejawiają tak znaczące i daleko posunięte różnice, że owe elementy stają się czymś innym i są traktowane bardzo odmiennie. 
Przykład różnic w podejściu:
| Poruszany aspekt                                                | Podejście wdrożeniowe | Podejście interpretatywno-konstruktywistyczne | Podejście krytyczne |
| --------------------------------------------------------------- | --- | --- | --- |
| Negatywna krytyka obowiązującego (rządowego) programu nauczania | - dotyczy jedynie szczegółów zawartości czy struktury programu nauczania - status samego programu pozostaje niezmieniony - „program można doskonalić, ale nie można go kwestionować” | - zakłada się już znaczące modyfikacje programu - program nauczania dostosowuje się do danej grupy uczniów - program nauczania dostosowuje się do stylu pracy nauczyciela - nie zmierza do podważania programu nauczania - ewentualne zmiany programu nauczania nie mają na celu inicjowania zmian społecznych | - nauczyciel dąży do ujawnienia ukrytych politycznych funkcji programu nauczania - nauczyciel podchodzi do rządowego programu nauczania w dużym dystansem - ze względu na wysoki i urzędowy status rządowego programu nauczania jest on traktowany jako potencjalny instrument zniewolenia, nauczyciel dąży do zdemaskowania takiego oblicza w obowiązującym programie nauczania |

Do innych aspektów myślenia dydaktycznego, które różnicują wyżej wymienione podejścia zaliczamy te, które odnoszą się do następujących pytań:
- Jakie cele dydaktyczne są ważne?
- Czym jest nauczanie?
- Jakie zasady nim rządzą?
- Jak powstaje znacząca wiedza?
- Jakie funkcje pełni ocenianie?

W związku z powyższymi pytaniami, jakie można postawić, konieczne jest pamiętanie o tym, że poszczególnych elementów procesu dydaktycznego nie da się rozpatrywać w izolacji. Rozumienie każdego takiego elementu, zależy od całego kontekstu założeń i systemu pojęć, które składają się na określony sposób myślenia dydaktycznego.
| Strategia                                     | Formy oddziaływania                     | Jaki jest program nauczania?            | Stosowane metody                                     | Cel nauczania                                 | Sylwetka dobrego nauczyciela                                                                 |
| --------------------------------------------- | --------------------------------------- | --------------------------------------- | ---------------------------------------------------- | --------------------------------------------- | -------------------------------------------------------------------------------------------- |
| Podejście wdrożeniowe                         | - przekaz - reprodukcja - adaptacja     | odgórnie dany i obowiązujący wszystkich | metody recepcyjne                                    | nauczanie dla osiągnięcia zewnętrznych celów  | - nauczyciel, który jest skuteczny                                                           |
| Podejście interpretatywno-konstruktywistyczne | - dialog - refleksja - indywidualizacja | dostosowywany do ucznia                 | metody aktywne                                       | uczenie się dla osiągania negocjowanych celów | - osoba refleksyjna - osoba twórcza                                                          |
| Podejście krytyczne                           | - demaskowanie - opór - transformacja   | głęboko zmieniony                       | metody nauczania nakierowane na zmianę (jakąkolwiek) | uczenia się dla zasadniczej zmiany            | - transformatywny intelektualista - osoba świadoma politycznie - osoba świadoma ekonomicznie |